# Жена, а не број

Жена, а не број је песма Магазина, хрватске поп групе. Песма је објављена 2017. године за издавачку кућу Croatia Records.

## Текст
Песма Жена, а не број је ауторско дело, чији је текст написала хрватска музичарка Вјекослава Хуљић.

## Мелодија
Музику за песму радио је Тончи Хуљић, док су за аранжман били задужени Душан Васић и Лео Шкаро.